# Comuna Tașîne, Berezanka
Tașîne (în ucraineană Ташине) este o comună în raionul Berezanka, regiunea Mîkolaiiv, Ucraina, formată din satele Liublîne, Novopetrivka, Prohresivka și Tașîne (reședința).

## Demografie
Componența lingvistică a comunei Tașîne
     Ucraineană (93,8%)
     Rusă (4,94%)
     Alte limbi (1,16%)
Conform recensământului din 2001, majoritatea populației comunei Tașîne era vorbitoare de ucraineană (93,8%), existând în minoritate și vorbitori de rusă (4,94%).